# Studenec, Třebíč
Studenec là một làng thuộc huyện Třebíč, vùng Vysočina, Cộng hòa Séc.